# Llista d'asteroides/170001-170100
| Nom      | Designació provisional | Data de descobriment   | Lloc de descobriment | Descobridor/s               |
| -------- | ---------------------- | ---------------------- | -------------------- | --------------------------- |
| 170001 - | 2002 TS283             | 10 d'octubre de 2002   | Socorro              | LINEAR                      |
| 170002 - | 2002 TJ286             | 10 d'octubre de 2002   | Socorro              | LINEAR                      |
| 170003 - | 2002 TT286             | 10 d'octubre de 2002   | Socorro              | LINEAR                      |
| 170004 - | 2002 TF296             | 11 d'octubre de 2002   | Socorro              | LINEAR                      |
| 170005 - | 2002 TR296             | 11 d'octubre de 2002   | Socorro              | LINEAR                      |
| 170006 - | 2002 TV309             | 4 d'octubre de 2002    | Apache Point         | SDSS                        |
| 170007 - | 2002 TV323             | 5 d'octubre de 2002    | Apache Point         | SDSS                        |
| 170008 - | 2002 TZ338             | 5 d'octubre de 2002    | Apache Point         | SDSS                        |
| 170009 - | 2002 TY340             | 5 d'octubre de 2002    | Apache Point         | SDSS                        |
| 170010 - | 2002 TJ341             | 5 d'octubre de 2002    | Apache Point         | SDSS                        |
| 170011 - | 2002 TE352             | 10 d'octubre de 2002   | Apache Point         | SDSS                        |
| 170012 - | 2002 TF359             | 10 d'octubre de 2002   | Apache Point         | SDSS                        |
| 170013 - | 2002 UO3               | 28 d'octubre de 2002   | Socorro              | LINEAR                      |
| 170014 - | 2002 UZ4               | 26 d'octubre de 2002   | Haleakala            | NEAT                        |
| 170015 - | 2002 UE8               | 28 d'octubre de 2002   | Palomar              | NEAT                        |
| 170016 - | 2002 UY10              | 28 d'octubre de 2002   | Kvistaberg           | Uppsala-DLR Asteroid Survey |
| 170017 - | 2002 UC22              | 30 d'octubre de 2002   | Haleakala            | NEAT                        |
| 170018 - | 2002 UU23              | 28 d'octubre de 2002   | Palomar              | NEAT                        |
| 170019 - | 2002 UV23              | 28 d'octubre de 2002   | Palomar              | NEAT                        |
| 170020 - | 2002 UW23              | 28 d'octubre de 2002   | Palomar              | NEAT                        |
| 170021 - | 2002 UE41              | 31 d'octubre de 2002   | Palomar              | NEAT                        |
| 170022 - | 2002 UO66              | 30 d'octubre de 2002   | Apache Point         | SDSS                        |
| 170023 - | 2002 UR68              | 30 d'octubre de 2002   | Apache Point         | SDSS                        |
| 170024 - | 2002 VH                | 1 de novembre de 2002  | Socorro              | LINEAR                      |
| 170025 - | 2002 VO                | 2 de novembre de 2002  | Wrightwood           | J. W. Young                 |
| 170026 - | 2002 VV2               | 4 de novembre de 2002  | Wrightwood           | J. W. Young                 |
| 170027 - | 2002 VH5               | 5 de novembre de 2002  | Wrightwood           | J. W. Young                 |
| 170028 - | 2002 VW6               | 1 de novembre de 2002  | Palomar              | NEAT                        |
| 170029 - | 2002 VB9               | 1 de novembre de 2002  | Palomar              | NEAT                        |
| 170030 - | 2002 VA11              | 1 de novembre de 2002  | Palomar              | NEAT                        |
| 170031 - | 2002 VV15              | 5 de novembre de 2002  | Socorro              | LINEAR                      |
| 170032 - | 2002 VF21              | 5 de novembre de 2002  | Socorro              | LINEAR                      |
| 170033 - | 2002 VY21              | 5 de novembre de 2002  | Socorro              | LINEAR                      |
| 170034 - | 2002 VH22              | 5 de novembre de 2002  | Socorro              | LINEAR                      |
| 170035 - | 2002 VG28              | 5 de novembre de 2002  | Anderson Mesa        | LONEOS                      |
| 170036 - | 2002 VA31              | 5 de novembre de 2002  | Socorro              | LINEAR                      |
| 170037 - | 2002 VB31              | 5 de novembre de 2002  | Socorro              | LINEAR                      |
| 170038 - | 2002 VJ32              | 5 de novembre de 2002  | Socorro              | LINEAR                      |
| 170039 - | 2002 VS33              | 5 de novembre de 2002  | Socorro              | LINEAR                      |
| 170040 - | 2002 VB36              | 5 de novembre de 2002  | Kitt Peak            | Spacewatch                  |
| 170041 - | 2002 VS36              | 5 de novembre de 2002  | Anderson Mesa        | LONEOS                      |
| 170042 - | 2002 VK37              | 4 de novembre de 2002  | Palomar              | NEAT                        |
| 170043 - | 2002 VJ42              | 5 de novembre de 2002  | Palomar              | NEAT                        |
| 170044 - | 2002 VA43              | 4 de novembre de 2002  | Palomar              | NEAT                        |
| 170045 - | 2002 VO47              | 5 de novembre de 2002  | Socorro              | LINEAR                      |
| 170046 - | 2002 VA50              | 5 de novembre de 2002  | Anderson Mesa        | LONEOS                      |
| 170047 - | 2002 VB52              | 6 de novembre de 2002  | Anderson Mesa        | LONEOS                      |
| 170048 - | 2002 VT53              | 6 de novembre de 2002  | Socorro              | LINEAR                      |
| 170049 - | 2002 VV54              | 6 de novembre de 2002  | Anderson Mesa        | LONEOS                      |
| 170050 - | 2002 VY54              | 6 de novembre de 2002  | Socorro              | LINEAR                      |
| 170051 - | 2002 VV57              | 6 de novembre de 2002  | Haleakala            | NEAT                        |
| 170052 - | 2002 VG60              | 3 de novembre de 2002  | Haleakala            | NEAT                        |
| 170053 - | 2002 VH65              | 7 de novembre de 2002  | Socorro              | LINEAR                      |
| 170054 - | 2002 VM68              | 7 de novembre de 2002  | Socorro              | LINEAR                      |
| 170055 - | 2002 VQ73              | 7 de novembre de 2002  | Socorro              | LINEAR                      |
| 170056 - | 2002 VO75              | 7 de novembre de 2002  | Socorro              | LINEAR                      |
| 170057 - | 2002 VB80              | 7 de novembre de 2002  | Socorro              | LINEAR                      |
| 170058 - | 2002 VR81              | 7 de novembre de 2002  | Socorro              | LINEAR                      |
| 170059 - | 2002 VD83              | 7 de novembre de 2002  | Socorro              | LINEAR                      |
| 170060 - | 2002 VP83              | 7 de novembre de 2002  | Socorro              | LINEAR                      |
| 170061 - | 2002 VT83              | 7 de novembre de 2002  | Socorro              | LINEAR                      |
| 170062 - | 2002 VE88              | 10 de novembre de 2002 | Socorro              | LINEAR                      |
| 170063 - | 2002 VP92              | 11 de novembre de 2002 | Socorro              | LINEAR                      |
| 170064 - | 2002 VA93              | 11 de novembre de 2002 | Socorro              | LINEAR                      |
| 170065 - | 2002 VQ96              | 11 de novembre de 2002 | Anderson Mesa        | LONEOS                      |
| 170066 - | 2002 VU106             | 12 de novembre de 2002 | Socorro              | LINEAR                      |
| 170067 - | 2002 VU108             | 12 de novembre de 2002 | Socorro              | LINEAR                      |
| 170068 - | 2002 VE110             | 12 de novembre de 2002 | Palomar              | NEAT                        |
| 170069 - | 2002 VR110             | 12 de novembre de 2002 | Palomar              | NEAT                        |
| 170070 - | 2002 VD121             | 12 de novembre de 2002 | Palomar              | NEAT                        |
| 170071 - | 2002 VT127             | 12 de novembre de 2002 | Anderson Mesa        | LONEOS                      |
| 170072 - | 2002 VG128             | 14 de novembre de 2002 | Emerald Lane         | L. Ball                     |
| 170073 - | 2002 VU129             | 9 de novembre de 2002  | Kitt Peak            | M. W. Buie                  |
| 170074 - | 2002 VC132             | 5 de novembre de 2002  | Nyukasa              | Nyukasa                     |
| 170075 - | 2002 VT140             | 12 de novembre de 2002 | Palomar              | NEAT                        |
| 170076 - | 2002 WK2               | 23 de novembre de 2002 | Palomar              | NEAT                        |
| 170077 - | 2002 WM3               | 24 de novembre de 2002 | Palomar              | NEAT                        |
| 170078 - | 2002 WE4               | 24 de novembre de 2002 | Palomar              | NEAT                        |
| 170079 - | 2002 WB7               | 24 de novembre de 2002 | Palomar              | NEAT                        |
| 170080 - | 2002 WQ8               | 24 de novembre de 2002 | Palomar              | NEAT                        |
| 170081 - | 2002 WL9               | 24 de novembre de 2002 | Palomar              | NEAT                        |
| 170082 - | 2002 WK12              | 27 de novembre de 2002 | Anderson Mesa        | LONEOS                      |
| 170083 - | 2002 WF16              | 28 de novembre de 2002 | Haleakala            | NEAT                        |
| 170084 - | 2002 WZ16              | 28 de novembre de 2002 | Haleakala            | NEAT                        |
| 170085 - | 2002 XU1               | 1 de desembre de 2002  | Socorro              | LINEAR                      |
| 170086 - | 2002 XR14              | 5 de desembre de 2002  | Socorro              | LINEAR                      |
| 170087 - | 2002 XD15              | 2 de desembre de 2002  | Socorro              | LINEAR                      |
| 170088 - | 2002 XV17              | 5 de desembre de 2002  | Socorro              | LINEAR                      |
| 170089 - | 2002 XR35              | 7 de desembre de 2002  | Desert Eagle         | W. K. Y. Yeung              |
| 170090 - | 2002 XK41              | 6 de desembre de 2002  | Socorro              | LINEAR                      |
| 170091 - | 2002 XK45              | 10 de desembre de 2002 | Socorro              | LINEAR                      |
| 170092 - | 2002 XE54              | 10 de desembre de 2002 | Palomar              | NEAT                        |
| 170093 - | 2002 XJ56              | 9 de desembre de 2002  | Anderson Mesa        | LONEOS                      |
| 170094 - | 2002 XQ56              | 10 de desembre de 2002 | Socorro              | LINEAR                      |
| 170095 - | 2002 XH57              | 10 de desembre de 2002 | Socorro              | LINEAR                      |
| 170096 - | 2002 XV57              | 11 de desembre de 2002 | Socorro              | LINEAR                      |
| 170097 - | 2002 XV59              | 10 de desembre de 2002 | Socorro              | LINEAR                      |
| 170098 - | 2002 XH62              | 11 de desembre de 2002 | Socorro              | LINEAR                      |
| 170099 - | 2002 XV62              | 11 de desembre de 2002 | Socorro              | LINEAR                      |
| 170100 - | 2002 XP67              | 10 de desembre de 2002 | Socorro              | LINEAR                      |